# Bel Aire, Kansas
Bel Aire är en stad (city) i Sedgwick County, i delstaten Kansas, USA. Enligt United States Census Bureau har staden en folkmängd på 6 806 invånare (2011) och en landarea på 17,7 km².